# رشدي الشرايبي
رشدي الشرايبي، (مواليد 1962- ورزازات)، وهو عضو بارز في مجلس الوزراء الملكي الذي يرأسه ملك المغرب محمد السادس. وهو أيضا يشغل منصب مدير مجلس الوزراء في فترة فبراير 2000، وكان الشرايبي زميل الدراسة مع الملك في المدرسة المولوية.